# Ixora brachiata
Ixora brachiata är en måreväxtart som beskrevs av William Roxburgh. Ixora brachiata ingår i släktet Ixora och familjen måreväxter. Inga underarter finns listade i Catalogue of Life.